# Hahnia picta
Hahnia picta är en spindelart som beskrevs av Kulczynski 1897. Hahnia picta ingår i släktet Hahnia och familjen panflöjtsspindlar. Inga underarter finns listade i Catalogue of Life.